# Diogo Matos Ribeiro
Diogo Matos Ribeiro (* 27. Oktober 2004 in Coimbra) ist ein portugiesischer Schwimmer und Weltmeister über 50 Meter Schmetterling und 100 Meter Schmetterling (2024).

## Sportliche Karriere
Ribeiro begann seine internationale Karriere bei den Junioren-Europameisterschaften 2021. Hier wurde er Sechster über 50 Meter Schmetterling, Fünfter über 100 Meter Freistil und Zweiter über 100 Meter Schmetterling. Im März 2022 wurde er portugiesischer Meister über 100 Meter Freistil und über 50 Meter Schmetterling. Anfang Juli bei den Mittelmeerspielen in Oran siegte Ribeiro über 50 Meter Schmetterling vor dem Italiener Matteo Rivolta. Über 100 Meter Freistil schlug er 0,02 Sekunden nach dem Italiener Filippo Megli an und errang die Silbermedaille.
Bei den Europameisterschaften 2022 in Rom gewann Ribeiro über 50 Meter Schmetterling die Bronzemedaille hinter dem Italiener Thomas Ceccon und dem Franzosen Maxime Grousset. Auch über 100 Meter Schmetterling erreichte Ribeiro das Finale und belegte den achten Platz. Anfang September 2022 erschwamm Ribeiro bei den Junioren-Weltmeisterschaften in Lima drei Titel: Er siegte über 50 Meter Freistil und Schmetterling sowie über 100 Meter Schmetterling.
Bei den Landesmeisterschaften 2023 wurde Ribeiro Zweiter über 50 Meter Freistil und siegte über 100 Meter Freistil sowie auf den beiden kurzen Schmetterlingsstrecken. Ende Juli 2023 bei den Weltmeisterschaften in Fukuoka schied er dreimal im Halbfinale aus. Über 50 Meter Schmetterling wurde er mit 0,12 s Rückstand Vizeweltmeister.
Bei den Weltmeisterschaften im Folgejahr in Doha wurde Ribeiro Weltmeister über 50 Meter Schmetterling und gewann damit die erste Portugiesische Goldmedaille bei Weltmeisterschaften. Am vorletzten Tag der Weltmeisterschaften siegte er auch über 100 Meter Schmetterling. Bei den Olympischen Spielen in Paris erreichte Ribeiro bei drei Starts nur über 50 Meter Freistil das Halbfinale und schied dort als 16. aus.